# 寛伝
寛伝（かんでん、1142年 - 1205年）は、平安時代末期から鎌倉時代初期にかけての天台宗・真言宗の僧侶。式部僧都（しきぶそうず）とも称される。
熱田神宮大宮司・藤原範忠の子で、源頼朝の従兄にあたる。滝山寺の復興に尽力し、運慶・湛慶作の聖観音・梵天・帝釈天立像（重要文化財）を造立したことなどで知られる。

## 生涯

### 出自と修行
1142年、熱田大宮司・藤原範忠の子として生まれる（母は不明）。公名は父の官職である式部丞から式部。祖父・藤原季範は源頼朝の外祖父であり、寛伝は頼朝と5歳違いの従兄弟関係にあった。また、足利氏宗家2代当主の足利義兼は甥にあたる。
幼少期は熱田神宮で過ごし、父・範忠や叔父で住職の祐範が滝山寺の主導権を確立すると、1154年（久寿元年）に同寺で出家した。その後同寺で天台宗の僧侶として修行をしていた叔父の粟田口法眼長暹らを頼り、1178年（治承2年）に真言宗の仁和寺で任覚から、伝法灌頂を受けた。

### 日光山座主と頼朝との関わり
1182年（寿永元年）、源頼朝の推挙により下野国満願寺の第19世座主に就任するが、衆徒との対立により2か月で退任し、三河国額田郡に戻り、66郷の領地を与えられた。この厚遇は熱田大宮司家や頼朝の影響によるものとされる。

### 滝山寺と運慶作仏像の造立
1199年（正治元年）の頼朝の死後、その菩提所として滝山寺内に惣持禅院を建立。1201年（建仁元年）には、頼朝の等身大とされる聖観音菩薩立像（像高174.4cm）と梵天・帝釈天立像（各像高約106cm）を運慶・湛慶親子に制作させた。1205年（元久2年）に64歳で死去した。なお、観音像の胎内には頼朝の歯と鬚が納められ、のちにX線検査で確認されている。またこれらの像は1981年（昭和56年）に国の重要文化財に指定された。

## 関連文化財
- 木造聖観音菩薩・梵天・帝釈天立像（運慶・湛慶作、重要文化財） - 滝山寺蔵[3][1]。
- 滝山寺縁起 - 寛伝の事績や仏像造立の経緯が記されている古文書（鎌倉時代末期成立）[4][5]。